# Wacław Berent

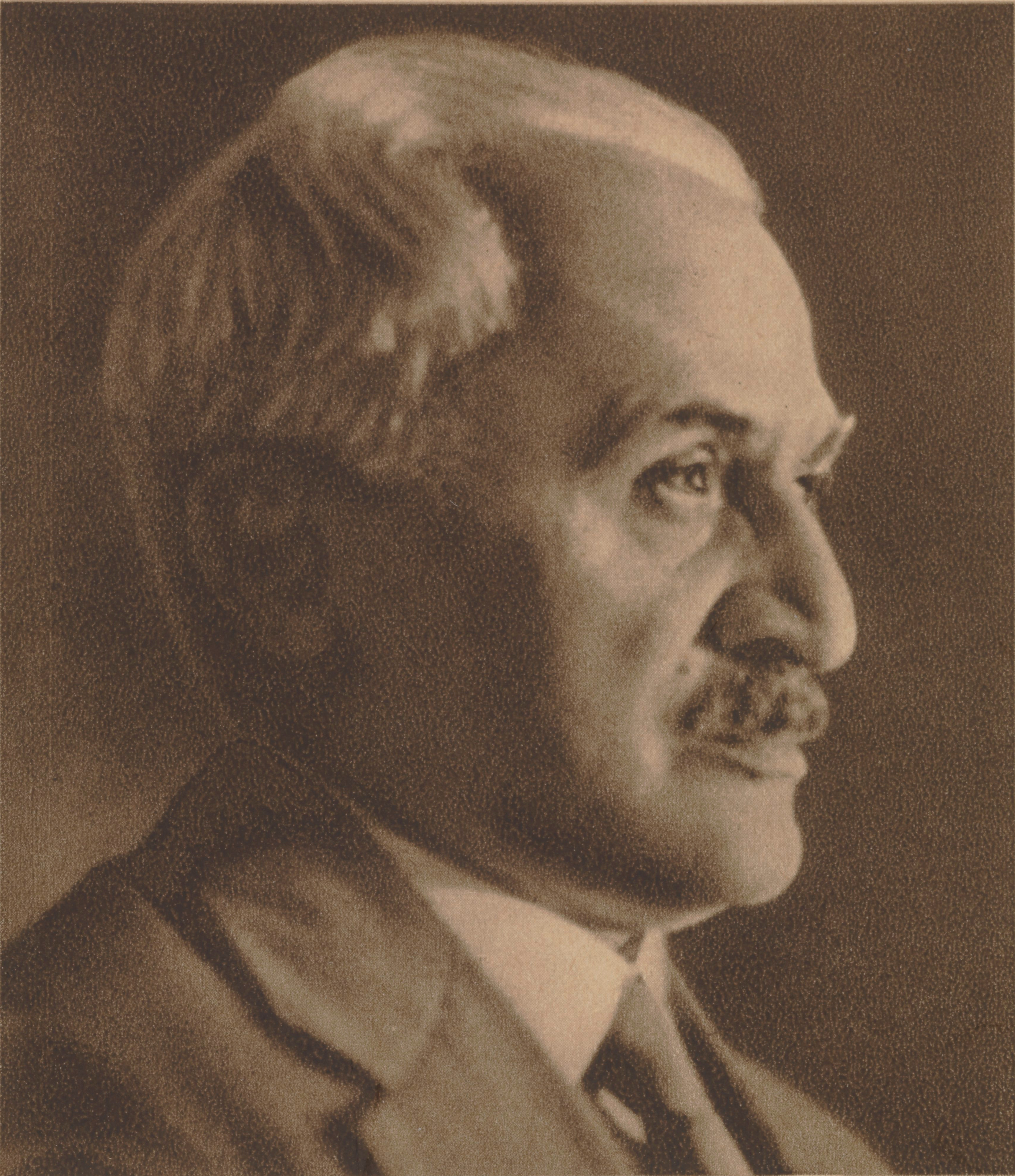
Wacław Berent

Wacław Berent (Warschau, 28 september 1878 - Warschau, 19 of 22 november 1940) was een Poolse romanschrijver, essayist en literair vertaler uit de art nouveau-periode die publiceerde onder de pseudoniemen S.A.M. en Wł. Rawicz.
Berent vertaalde Aldus sprak Zarathoestra door de Duitse filosoof Friedrich Nietzsche naar het Pools. Samen met Władysław Reymont was hij een vooraanstaande vertegenwoordiger van de realistische trend in de beweging Jong Polen (Pools: Młoda Polska). Zijn belangrijkste werk, een sociale roman Żywe kamienie (Stones Alive), verbeeldde de omstandigheden die de traditionele morele waarden in het industriële tijdperk bedreigden.
Hij was een criticus van laat-negentiende-eeuwse positivistische slogans, de modernistische Poolse filosofie en het Europese bohemianisme, dat postuleerde "kunst om de kunst". In zijn roman Ozimina (Wintergewas) verbeeldde hij de opkomst van de Poolse onafhankelijkheidsbeweging voorafgaand aan de revolutie van 1905. Hij was een esthetische tegenstander van de romantiek.

## Levensloop
Hij studeerde natuurwetenschappen in Krakau en Zürich en behaalde een doctoraat in München voordat hij terugkeerde naar Warschau en een literaire carrière begon rond de eeuwwisseling. Nadat hij zich aan het schrijven had gewijd, werd hij beïnvloed door Nietzsche, die hij vertaalde. Berent werd in 1933 lid van de prestigieuze Poolse Academie voor Literatuur (Polska Akademia Literatury).
- Bibsys: 90769898
- Bibliothèque nationale de France: cb12281613p (data)
- CiNii: DA09751090
- Gemeinsame Normdatei: 118658352
- International Standard Name Identifier: 0000 0000 8076 5820
- Library of Congress Control Number: n85178287
- MusicBrainz: 357f7e22-f79f-460a-8bac-81da9b4c4e8f
- Nationale Bibliotheek van Tsjechië: js20020805186
- Nationale Bibliotheek van Israël: 987007274642305171
- Nationale en Universitaire bibliotheek Zagreb: 000166917
- Nederlandse Thesaurus van Auteursnamen: 070274576
- Réseau des bibliothèques de Suisse occidentale: 02-A002992738
- Istituto Centrale per il Catalogo Unico: MILV038872
- Système universitaire de documentation: 03163897X
- Virtual International Authority File: 22203184
- WorldCat: E39PBJcrf6yjyk69pkRXWFYwYP